# Челтнем Таун
«Че́лтнем Та́ун» (полное название — Футбольный клуб «Челтнем Таун»; англ. Cheltenham Town Football Club, английское произношение: [ˈtʃɛltənəm ˈtaʊn 'futbɔ:l klʌb]) — английский профессиональный футбольный клуб из города Челтнем, графство Глостершир, Юго-Западная Англия. Основан в 1887 году. Домашний стадион клуба, «Уэддон Роуд», вмещает более семи тысяч зрителей.
Выступает в Лиге 2, четвёртом по значимости дивизионе в системе футбольных лиг Англии.

## История

### Создание и первые шаги
Ещё задолго до создания самого клуба, Челтнем уже был увековечен в истории футбола. Именно здесь, в 1849 году, впервые было использовано три рефери для контроля происходящего на поле. Двое из них бегали в поле, а третий «судил» с трибуны стадиона. Сам клуб — «Челтнем Таун» — был создан чуть позднее, в 1887 году. Основателем был местный учитель — Альберт Клоуз Уайт.
На протяжении 30 лет клуб играл лишь на любительском уровне. Ключевыми игроками английского клуба тогда были известные игроки в крикет: Гилберт Джессоп и братья Барнетты — Чарльз и Эдгар. В 1930-х годах клуб получил профессиональный статус и заявился в турнир «Birmingham combination». В 1935 году «Челтнем Таун» сумел заявиться в «Южную лигу». Но повышения в классе команда из графства Глостершир смогла добиться лишь через 50 лет, только в 1985 году. Тогда «Челтнем Таун» вышел в Национальную Конференцию. К несчастью для её поклонников, команда вылетела из этого дивизиона уже через 7 лет. Правда, с 1997 года у команды началась белая полоса. В этом году она вернулась в Национальную Конференцию, а уже через два года оказалась в Футбольной Лиге Англии. После двух сезонов во Второй Футбольной лиге, где команда занимала места в середине таблицы, «The Robins» пробились в Первую Футбольную лигу, получив заветное место путём победы в плей-офф.

### «Эра Коттерила»
Назначение на пост главного тренера Стива Коттерила в ходе сезона 1996/97 годов дало старт успехам команды. В то же время Коттерил является самым успешным тренером «Челтнема» за всю историю его существования. Через 4 месяца после начала своей работы он сумел привести клуб ко второму месту в Южной Футбольной Лиге. Несмотря на то, что команда не заняла места, дающего право перейти в дивизион выше рангом, «Челтнем Таун» начинал следующий сезон в Национальной Конференции. Победители Южной Футбольной Лиги — «Гресли Роверс» — не смогли подняться в классе из-за недостаточной вместимости их домашнего стадиона.
В сезоне-1997/98 «Челтнем» снова занял второе место, но на сей раз в Национальной Конференции. На протяжении всего сезона команда была близка к тому, чтобы занять первое место, которое в итоге досталось команде «Галифакс Таун». Также, «Челтнем Таун» стал обладателем Трофея Футбольной Лиги, который проходил на «Уэмбли», обыграв «Саутпорт» со счётом 1:0 перед 27 тысячами зрителей. Наконец, в сезоне 1998/99 годов команда выиграла Национальную конференцию и обеспечила себе место в Футбольной Лиге Англии на следующий сезон.
После двух сезонов в Третьем Английском Дивизионе, где «Челтнем Таун» занимал места в середине таблицы, команда-таки сумела выйти во Второй Футбольный Дивизион Англии, добыв заветное место через игры плей-офф в сезоне-2001/02. Сразу после окончания сезона, Стив Коттерил ушёл в «Сток Сити», став их главным тренером.

### Период взлётов и падений
Руководство «Челтнем Таун» оперативно нашло замену Коттерилу в лице Грехема Альнера, который, в свою очередь, выиграл с «Киддерминстер Харриерс» Национальную конференцию в 1994 году.
В сезоне 2020/2021 Лиги 2 команда заняла 1-е место, и вместе с «Кембридж Юнайтед» и «Болтон Уондерерс» вышла в Лигу 1.

## Достижения
Следующие достижения клуба можно найти на его официальном сайте:
- Третий дивизион / Лига 2:
  - Победитель: 2020/21
  - Победитель плей-офф: 2001/02, 2005/06
- Национальная конференция:
  - Победитель: 1998/99, 2015/16
  - Второе место: 1997/98
- Южная лига:
  - Победитель: 1984/85
  - Второе место: 1955/56, 1992/93, 1993/94, 1994/95, 1996/97
- Южная лига, Первый дивизион Мидлендс:
  - Победитель: 1982/83
- Южная лига, Первый дивизион Север:
  - Второе место: 1976/77
- Трофей Футбольной ассоциации
  - Победитель: 1997/98

## Текущий состав
| №             | Игрок          | Страна   | Дата рождения              | Бывший клуб              | Контракт |         |
| Вратари       | Вратари        | Вратари  | Вратари                    | Вратари                  | Вратари  | Вратари |
| ------------- | -------------- | -------- | -------------------------- | ------------------------ | -------- | ------- |
| 1             | Оуэн Эванс     | Уэльс    | 28 ноября 1996 (28 лет)    | Уиган Атлетик            | 2021—    |         |
| 1             | Скотт Флиндерс | Англия   | 12 июня 1986 (38 лет)      | Маклсфилд Таун           | 2017—    |         |
| Защитники     |                |          |                            |                          |          |         |
| 2             | Шон Лонг       | Ирландия | 2 мая 1995 (30 лет)        | Линкольн Сити            | 2018—    |         |
| 4             | Мэтти Поллок   | Англия   | 28 сентября 2001 (23 года) | → Уотфорд                | 2021—    |         |
| 5             | Чарли Рэглан   | Англия   | 28 апреля 1993 (32 года)   | Оксфорд Юнайтед          | 2019—    |         |
| 6             | Льюис Фристоун | Англия   | 26 октября 1999 (25 лет)   | Брайтон энд Хоув Альбион | 2020—    |         |
| 15            | Уилл Бойл      | Англия   | 1 сентября 1995 (29 лет)   | Хаддерсфилд Таун         | 2017—    |         |
| 18            | Рис Хатчинсон  | Англия   | 14 апреля 2000 (25 лет)    | Бертон Альбион           | 2021—    |         |
| 28            | Бен Уильямс    | Уэльс    | 31 марта 1999 (26 лет)     | Барнсли                  | 2022—    |         |
| Полузащитники |                |          |                            |                          |          |         |
| 7             | Конор Томас    | Англия   | 29 октября 1993 (31 год)   | АТК                      | 2018—    |         |
| 8             | Лиам Серкомб   | Англия   | 25 апреля 1990 (35 лет)    | Бристоль Роверс          | 2020—    |         |
| 11            | Эллис Чэпмен   | Англия   | 8 января 2001 (24 года)    | Линкольн Сити            | 2020—    |         |
| 16            | Каллум Райт    | Англия   | 2 мая 2000 (25 лет)        | → Лестер Сити            | 2021—    |         |
| 17            | Мэтти Блэр     | Англия   | 21 июня 1989 (35 лет)      | Донкастер Роверс         | 2020—    |         |
| 23            | Эллиот Бондс   | Гайана   | 23 марта 2000 (25 лет)     | Халл Сити                | 2021—    |         |
| 27            | Аарон Рэмси    | Англия   | 21 января 2003 (22 года)   | → Астон Вилла            | 2022—    |         |
| 40            | Чарли Колкетт  | Англия   | 4 сентября 1996 (28 лет)   | Эстерсунд                | 2022—    |         |
| Нападающие    |                |          |                            |                          |          |         |
| 9             | Дэн Нлундулу   | Англия   | 5 февраля 1999 (26 лет)    | → Саутгемптон            | 2022—    |         |
| 10            | Альфи Мэй      | Англия   | 2 июля 1993 (31 год)       | Донкастер Роверс         | 2020—    |         |
| 14            | Энди Уильямс   | Англия   | 14 августа 1986 (38 лет)   | Нортгемптон Таун         | 2020—    |         |
| 19            | Джордж Ллойд   | Англия   | 11 февраля 2000 (25 лет)   | воспитанник клуба        | 2017—    |         |
| 21            | Чарли Браун    | Англия   | 23 сентября 1999 (25 лет)  | Милтон-Кинс Донс         | 2022—    |         |
| 29            | Кион Этете     | Англия   | 28 ноября 2001 (23 года)   | → Тоттенхэм Хотспур      | 2022—    |         |
| 31            | Джейми Соул    | Англия   | 26 ноября 2000 (24 года)   | → Вест Бромвич Альбион   | 2022—    |         |